# 마리키나 스포츠 센터
마리키나 스포츠 공원으로도 알려져 있고 이전에 로드리게스 스포츠 센터로 알려졌던 마리키나 스포츠 센터는 필리핀 마닐라의 슈에비뉴와 수물롱 고속도로 코너에 있는 마리키나에 위치한 스포츠 복합 단지이다.

## 역사
현재의 스포츠 시설 이전에 이 지역은 1900년대 초 PNR 마리퀴나 역이 있던 자리였다. 로드리게스 스포츠 센터는 1969년에 리살주 주지사인 이시드로 로드리게스 시니어에 의해 당시 리잘주의 시정촌이었던 마리키나가 소유한 3 헥타르 (7.4 ac) 부지에 지어졌다. 1995년 바야니 페르난도 시장이 이끄는 마리키나 시정부로 이양되었으며, 마리아 루르드 카를로스 페르난도 시장이 2001년에 개조했다. 마리키나 스포츠 파크로 이름이 변경되었다.
2017년 필리핀 풋볼 리그 팀 JPV 마리키나 FC 의 홈구장으로 시설이 지정된 후, 시설의 축구 경기장은 리그 기준에 맞게 보수 공사를 거쳤다.

## 시설

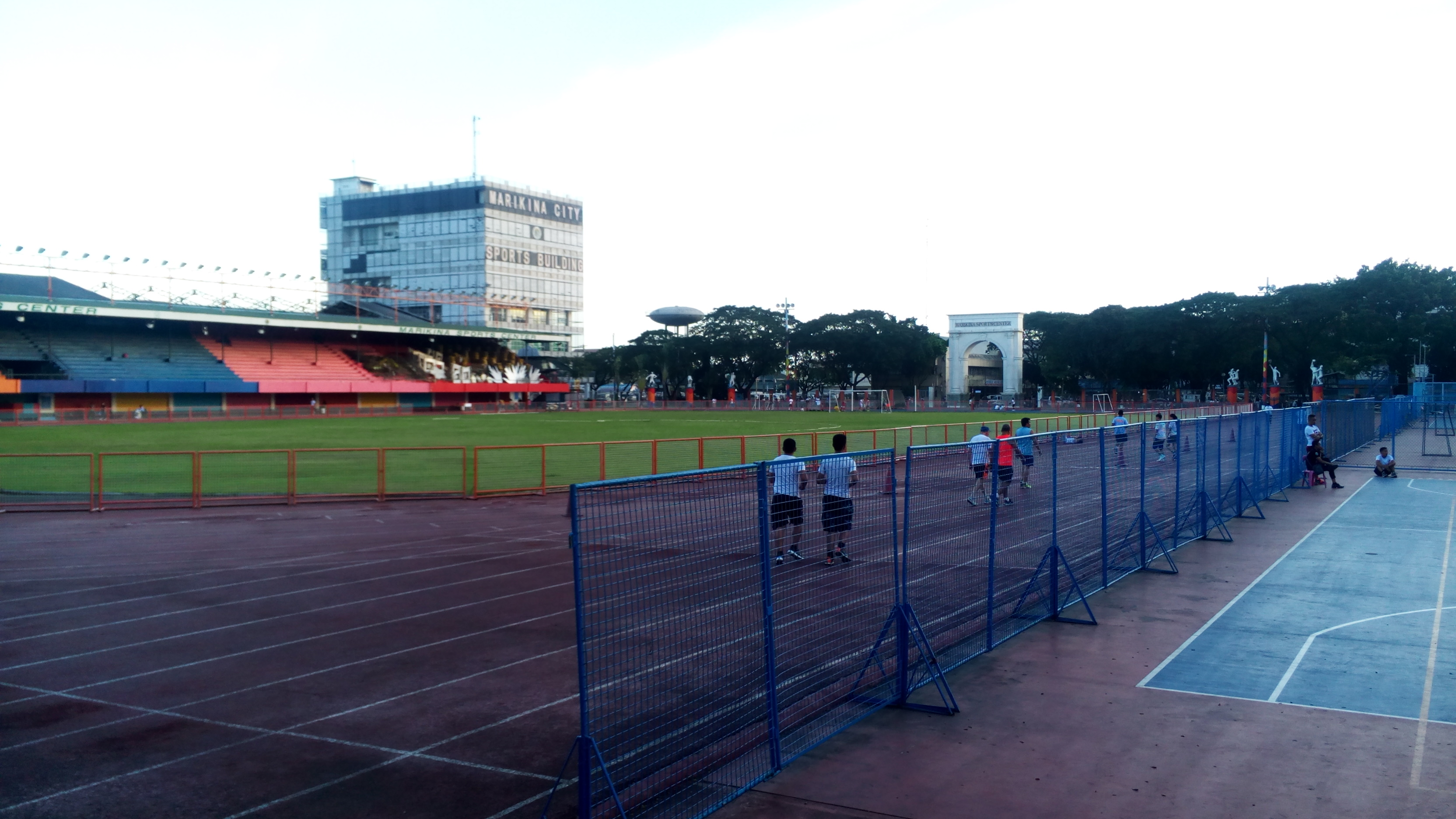
축구장 및 운동장

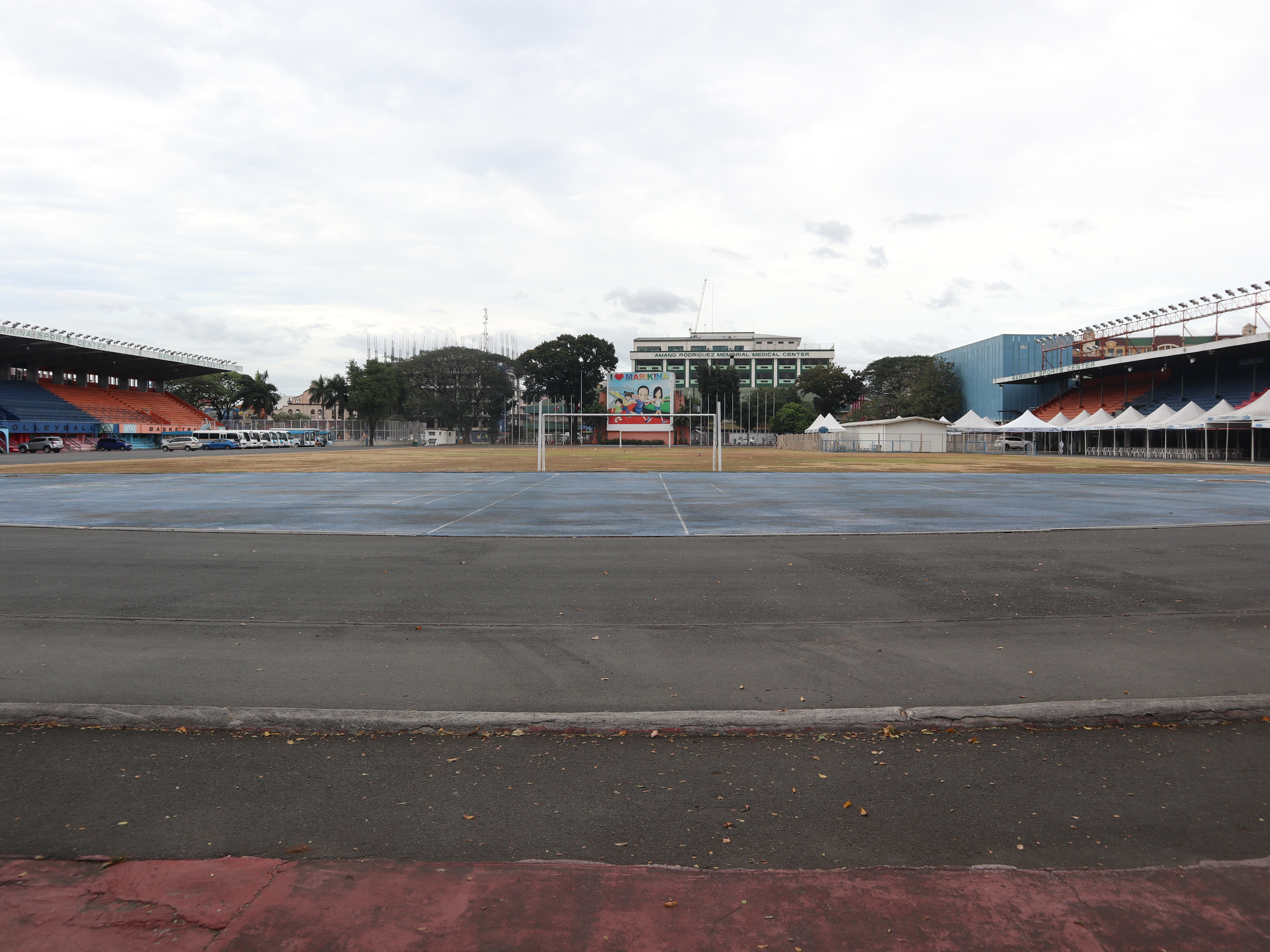
다목적 운동장

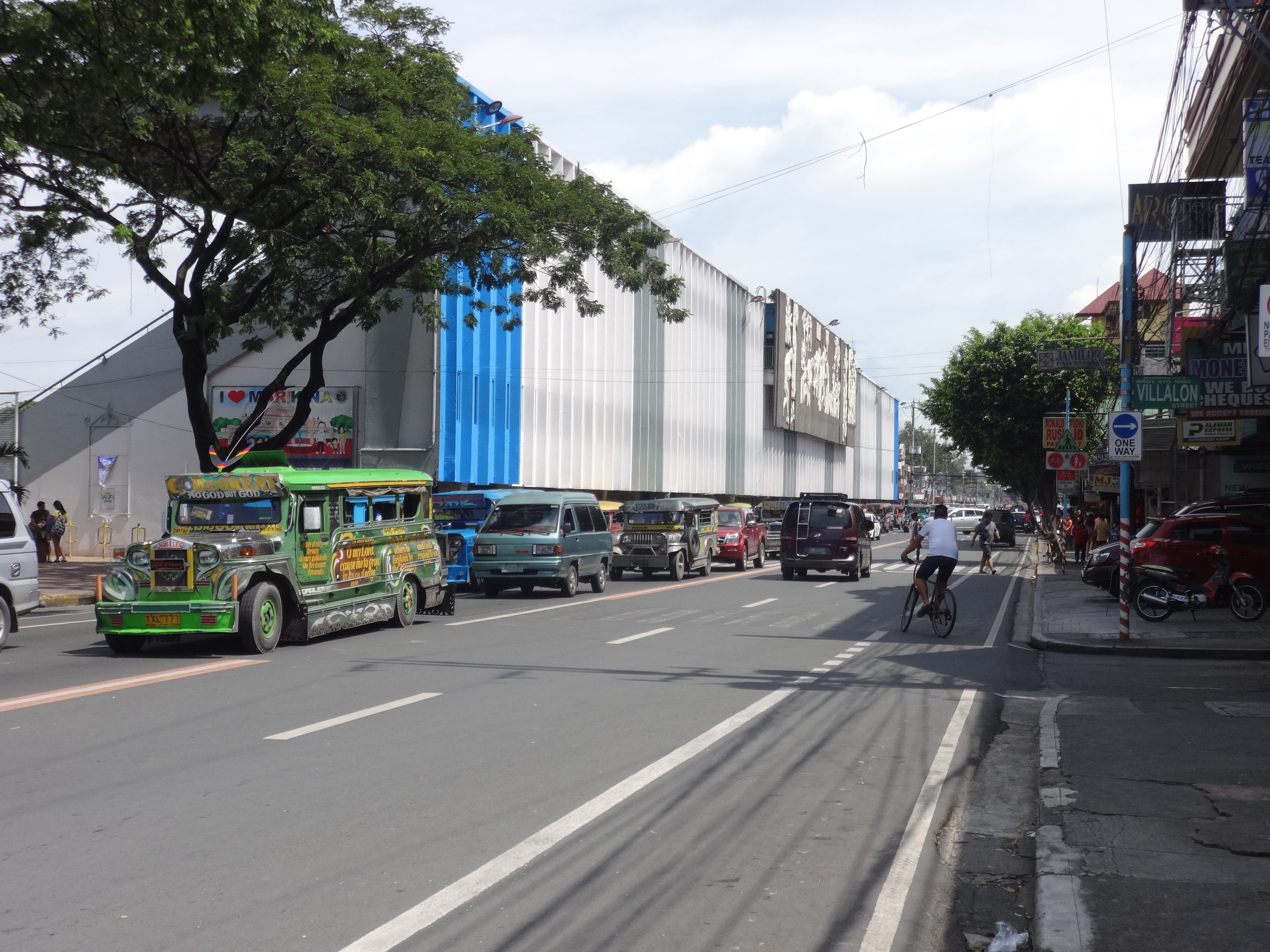
관람석 구조

마리키나 스포츠 센터의 축구 및 육상 경기장인 주 경기장은 64 미터 (210 ft) )의 육상 트랙으로 구성되어 있다. 넓은 천연 잔디 경기장과 2개의 관람석; 서쪽과 동쪽 스탠드가 있고 관람석은 총 15,000명을 수용할 수 있다. 웨스트 스탠드와 육상 트랙 사이에는 농구 코트와 테니스 코트가 있다. 웨스트 스탠드는 슈에비뉴를 따라 위치해 있다. 필리핀 축구 리그의 첫 경기를 개최하기 전에 축구 경기장은 자전거 트랙을 개최했다.
또한 2,000명의 관중을 수용할 수 있는 아쿠아틱 센터 내부에 올림픽 크기의 수영장, 스포츠 빌딩이 있다.
MSC는 축구, 테니스, 농구, 수영, 무술을 위한 시설을 제공한다. 육상 트랙은 스포츠 센터의 유지 관리 비용으로 사용되는 적은 비용으로 대부분의 밤에 대중에게 공개된다.

## 이벤트

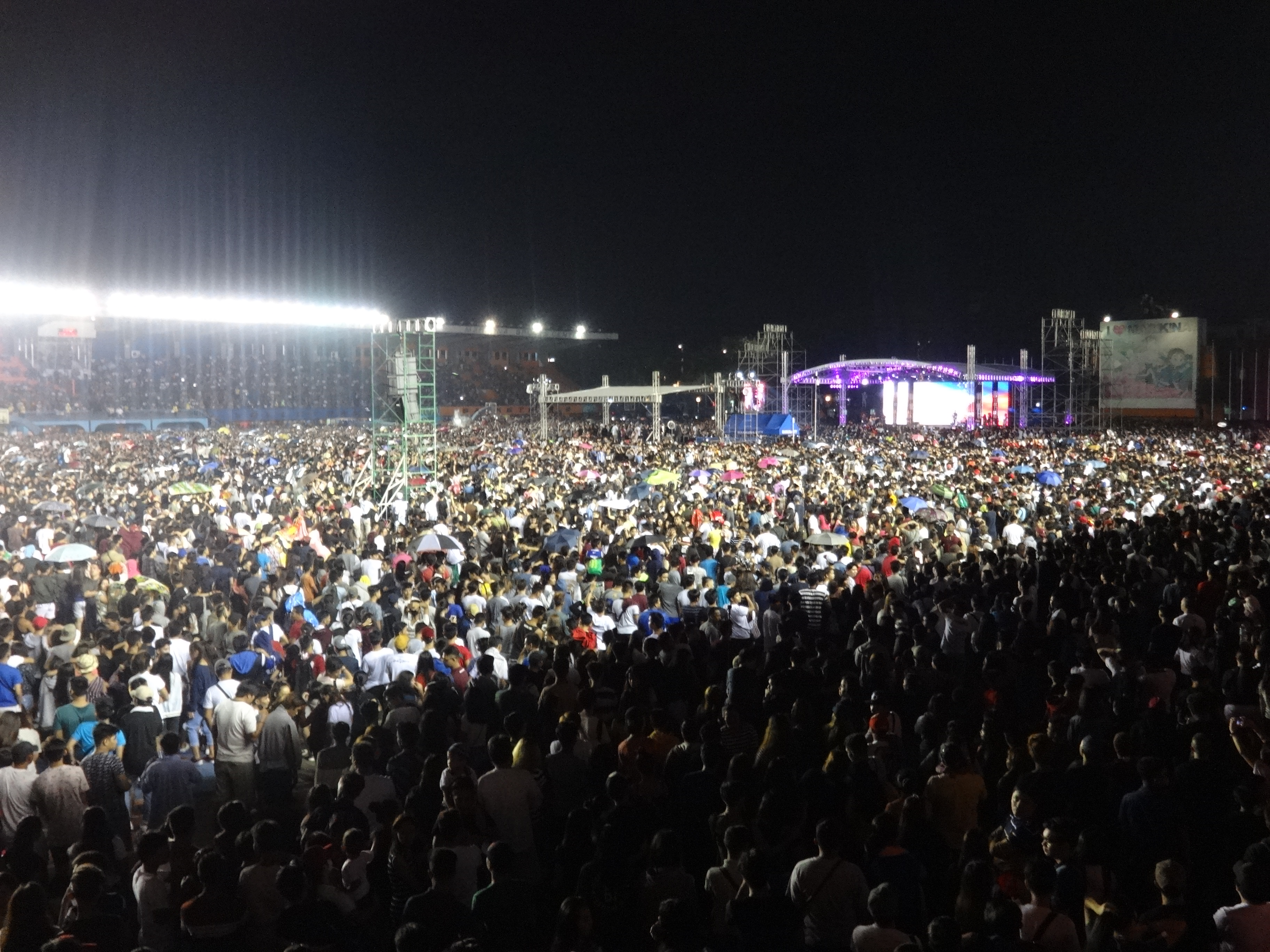
2017년을 마무리하는 연말 콘서트가 회장에서 개최되었다.

이 지역은 1972년 제3회 ISF 남자 세계 선수권 대회, 1973년 제1회 아시아 육상 선수권 대회, 및 2014년 아세안 학교 게임을 비롯한 여러 스포츠 대회가 개최된 곳이다. 2005년 동남아시아 게임의 여자 축구 경기장으로도 사용되며 2020년 팔라롱팜반사의 주요 경기장이 될 예정이었으나 코로나바이러스 전염병으로 인해 취소되었다. 이 장소는 또한 그랜드 콘서트, 결승전의 밤, 라이브 TV 쇼와 같은 여러 엔터테인먼트 쇼를 주최했다.
이벤트를 주최하는 것 외에도 마리키나 스포츠 센터는 "여름 스포츠 캠프"라고 불리는 여름 시즌 동안 마리키나 주민들을 위한 스포츠 클리닉도 개최한다.
시설의 주 경기장은 2018년부터 JPV 마리키나 FC 의 지정된 홈 경기장으로 필리핀 풋볼 리그 경기를 개최했다. 이 시설은 2017 PFL 첫 시즌 부터 JPV 마리키나의 홈 경기장으로 지정되었지만 클럽은 보수 공사로 인해 경기장에서 홈 경기를 한 번도 치르지 않았다. 클럽은 2018년 3월 3일 글로벌 세부를 2-1로 꺾고 경기장에서 홈 경기를 시작했다.